# PDF studio
PDF Studio to edytor PDF oparty na technologii Java, przeznaczony dla systemów Windows, macOS i Linux. Oprogramowanie jest rozwijane przez firmę Qoppa Software z Atlanty (Stany Zjednoczone), która oferuje również bezpłatną przeglądarkę plików PDF.
PDF Studio umożliwia tworzenie stron, usuwanie i dodawanie tekstu oraz elementów kontrolnych, a także wypełnianie formularzy. Twórcy oprogramowania zapewniają, że PDF Studio jest w pełni zgodne ze standardem PDF.
Program oferuje również funkcje dzielenia i łączenia plików PDF, narzędzia pomiarowe oraz możliwość podpisywania dokumentów cyfrowo. Zakres funkcji różni się w zależności od wersji oprogramowania: „Standard” lub „Pro”.

## Odbiór
Na stronie „FossLinux” PDF Studio został wymieniony jako jeden z 10 najlepszych edytorów PDF dla systemu Linux. Wersja na macOS została przetestowana przez magazyn C't magazin.